# Batigère
Batigère est un bailleur social français. Il est créé en 1947 sous la forme d'une entreprise sociale pour l'habitat. Celle-ci est transformée en 1985 par Charles Ruggieri en groupement d'intérêt économique et hérite des actifs immobiliers d'Usinor-Sacilor.
Le groupe est historiquement présent en particulier dans les vallées sidérurgiques lorraines, mais essaime progressivement, d'abord dans le Grand Est français, puis plus largement sur tout le territoire national, devenant un des cinq plus importants bailleurs sociaux français.

## Histoire

### Création
En 1947 est créée l'entreprise sociale pour l'habitat Batigère Nord-Est, qui construit et gère le patrimoine de logements de l'industrie sidérurgique de la Lorraine.

### L'Immobilière Thionvilloise
En 1950, l'usine Sollac commence son implantation à Serémange-Erzange, des habitations sont mises en chantier à Florange. Dès le début 1951, les « Maisons 4 Familles » apparaissent: 210 logements sont construits et 260 vont suivre. Dans cette opération, la Sollac a à sa charge, outre les immeubles, l'installation des réseaux de routes, de gaz, d'électricité, d'eau et d'égouts ; de plus elle se chargera de l'enlèvement des ordures ménagères. La société Immobilière thionvilloise est propriétaire des lotissements d'habitation. Les « Maisons 4 Familles » sont principalement sur la commune de Florange (Oury-Nord, Oury-Est et Oury-Sud), et une partie sur la commune de Fameck (Oury-Sud).
L'Immobilière thionvilloise devient ensuite Batibail,.

### Batigère
Le groupement d'intérêt économique Batigère est créé en 1985 en reprenant les actifs immobiliers que gérait Usinor-Sacilor dans les vallées sidérurgiques lorraines. C'est l'homme d'affaire Charles Ruggieri qui lance le groupement d'intérêts économiques,. À cette période, le déclin de la sidérurgie lorraine pousse le groupe à se renforcer en allant vers les grandes métropoles françaises, en priorité Paris, Lyon et Strasbourg.
En 1992, le groupe compte sept sociétés d'HLM, une société privée, Batibail — positionnée sur du logement plus haut de gamme — et six organes de collecte du 1 % logement ; l'ensemble de ses activités rassemble alors six cents salariés. En 1997, le statut de l'entité évolue, et Batigère devient une société holding contrôlée par les sociétés d'intéressement du personnel Interpart et SIC ; le nouveau président du directoire est alors Hervé Semin.
À partir de 2003, le groupe lance une campagne de rénovation et de mise en conformité de son parc de logements. En parallèle, il se lance dans la vente de ses appartements sous forme d'accession sociale à la propriété, à raison de 360 à 450 logements vendus par an à leurs occupants.
En 2011, Batigère regroupe dix entreprises sociales pour l'habitat et crée un partenariat avec EDF. Le 21 novembre de la même année, l'entreprise obtient le label « égalité professionnelle » décerné par l'AFNOR, ce qui en fait le premier réseau d'entreprises sociales pour l'habitat à l'obtenir.
En 2015, Batigère est organisée en seize entreprises sociales pour l'habitat présentes dans sept régions de France, pour un parc de cent vingt mille logements. À cette époque, l'ensemble des activités du groupe représentent deux cent trente mille unités, soit cinq pour cent environ des logements sociaux français, ce qui place Batigère parmi les cinq premiers opérateurs nationaux.
En 2020, le capital social du groupe est de 38 952 750,40 €, et Batigère compte 419 salariés. En 2022, un vaste plan de construction et de réhabilitation est lancé, afin de produire environ huit mille nouveaux logements et d'en réhabiliter neuf mille sur trois ans ; à plus long terme, le groupe vise la construction de vingt mille nouvelles unités pour 2030.

## Actifs
En mars 1997, le groupe gère 42 700 logements, dont les trois quarts sont situés en Lorraine. Le cumul des loyers de ces logements rapporte alors 851 millions de francs par an.
En avril 2009, le parc géré par Batigère dépasse les 63 000 logements, avec 1 455 nouvelles unités livrées en 2008, pour un investissement de 168 millions d'euros.
Au 31 décembre 2020, le parc de logements de Batigère est de 140 000 unités. Pour la seule région Grand Est, Batigère compte 36 820 logements dans 206 communes, dont 4,1 % de logements vacants. À cette date, la consommation énergétique moyenne du parc est de 201 kWh/m²/an, ce qui place cette moyenne dans l'étiquette D du DPE.